# Palma (Mozambico)
Palma è un centro abitato del Mozambico situato nella provincia di Cabo Delgado ed è capoluogo dell'omonimo distretto; conta 27.755 abitanti (stima 2012).

Nel marzo 2021, Palma è stata colpita da attacchi terroristici di matrice jihadista durante i quali hanno perso la vita almeno 55 persone.
1. ↑  Ministério da Administração Estatal e Função Pública
2. ↑   Cosa c’è dietro l’attacco in Mozambico, su ISPI, 30 marzo 2021. URL consultato il 1º aprile 2021.